# Agy

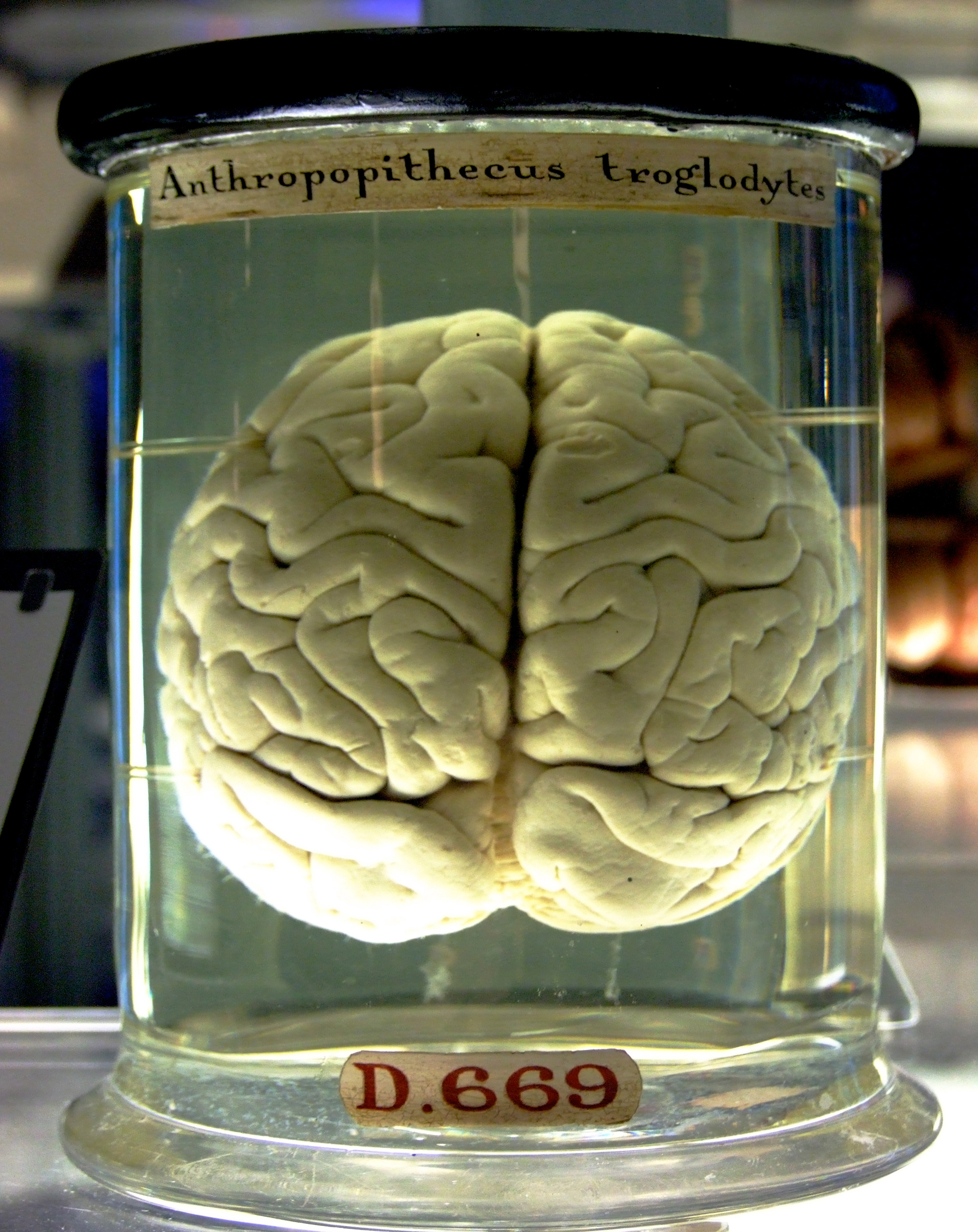
Csimpánz agya

Az agyféltekék lebenyei (animáció)

Az övtekervény (animáció)

Hippocampus (animáció)

Parahippocampalis tekervény (animáció)

A köztiagy (piros) térbeli helyzete (animáció). Legnagyobb részét a talamusz képezi

A limbikus rendszer

Az agykamrák helyzete a koponyában. Oldalkamrák vetülete piros, harmadik és negyedik agykamráké sötétkék színnel jelölve

A híd térbeli helyzete (animáció)

A nyúltvelő térbeli helyzete (animáció)

Az agy (más néven agyvelő; ógörögül ἐγκέφαλον, enképhalon, „a koponyában”) a gerincesek központi idegrendszerének a koponyaüregben elhelyezkedő része. A kognitív funkciókért/ megismerésért is felelős szerv. Az emberi agynak a magasabb tudati funkciókon/ működésen kívül szerepe van a mozgásminták létrehozásban és kivitelezésében, az észlelés különböző szintű mintáinak létrehozásában (percepció stb.), a test homeosztázisának, neuro-immuno-endokrin egyensúlyának idegi-védő-belső szabályozásában, a vegetatív funkciókban, ösztön létében (légzés, keringés stb.). Szerkezete különlegesen bonyolult lehet, például az emberi agy több mint 100 milliárd idegsejtjének mindegyike akár 10 000 másik idegsejthez is kapcsolódhat, és ezek a szerkezetek a legkisebb egységtől kezdve a legnagyobbig beágyazottan, egy-egy idegsejtnek akár 10 ezer szinaptikus/inger kapcsolata lehet más agysejtekkel.Az agy alapvetően kommunikáló/ társalgó sejtek halmaza, amelyek elsősorban szinaptikus, illetve parakrin, endokrin (hormonális) úton tartanak fenn egymással kapcsolatot. Az idegrendszernek mai tudásunk szerint nincs olyan sejtje, amelyből kiindulva anatómiailag ne lehetne eljutni az idegrendszer bármely másik sejtjéhez, ami magyarázza a globális epilepsziák/általános görcsrohamok jelenségét (működésbeli értelemben ugyanakkor az információátvitel iránya normális esetben meghatározott). Az agy nem csak idegsejtek heterogén csoportjából, de különféle gliasejtekből, hámsejtekből stb. áll.
Az ember agyának fejlettsége – és ennek következményeként – a logikus/okrendű és elvont gondolkodásra való képessége, a beszélt és írott nyelv használata, az egyéni és kollektív tudatosság[forrás?] révén emelkedett ki[forrás?] az állatvilágból, cél-tevékenységgel: munkával.
Az ember agya csak 1–1,5 kg, de a benne található mielinhüvelyes idegrostok hossza 150–180 ezer km (az Egyenlítő hosszának többszöröse), és sejtjei több kapcsolódási ponttal rendelkeznek, mint ahány csillag van a Tejúton.

## Áttekintés

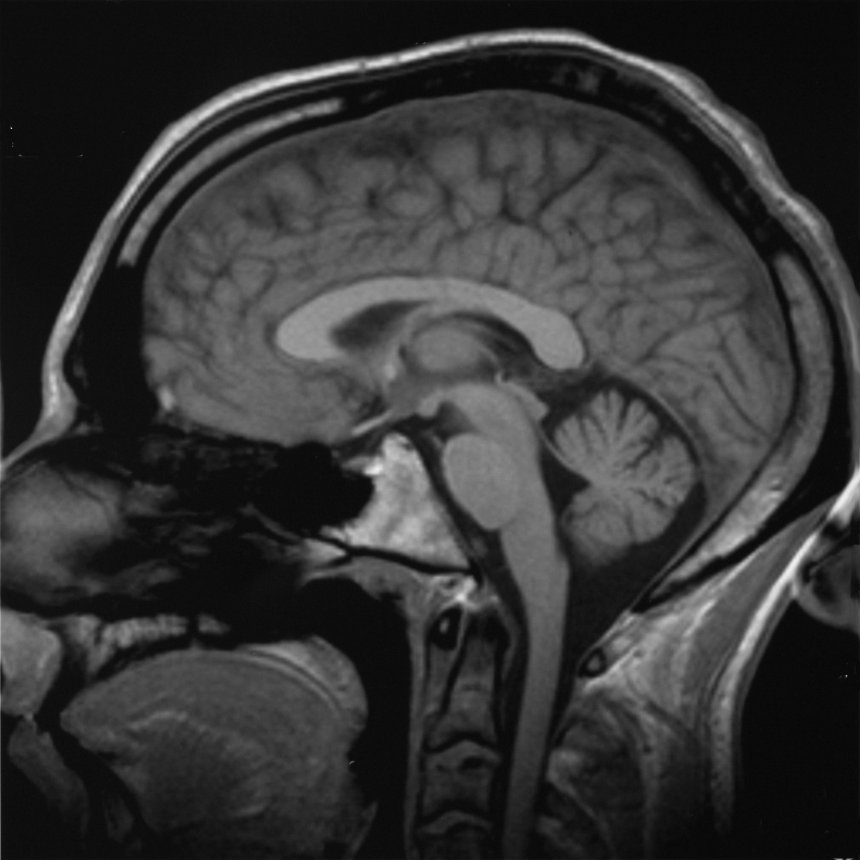
Az emberi agy MRI képe

A legtöbb állat agyában jól elkülöníthető a főleg a neuronok sejttesteiből álló szürkeállomány és a neuronokat összekötő, velős hüvelyű axonokból (idegrostokból) álló fehérállomány. Az axonokat az elektromosan szigetelő myelinhüvely borítja, melyet az oligodendroglia-sejtek nyúlványai alkotnak, és ami a fehérállomány jellegzetes színét is adja. A nagyagy külső rétege a szürkeállomány (agykéreg), a cortex cerebri. Az agy belsejében fehérállomány, szürkeállomány és központi idegrendszeri folyadékkal liquor cerebrospinalis kitöltött agykamrák (ventriculi) találhatók.
Az agytörzs beidegzi a fejet az agyidegmagvak idegsejtjein keresztül, továbbá az agy az agytörzsön keresztül kapcsolatot tart a gerincvelővel, és a gerincvelői idegek közvetítésével idegzi be a testet. A központi idegrendszerből eredő vagy oda futó idegeknek három fajtája lehet, az agyból a külső környezet felé jeleket vivő rostokból, axonokból álló efferens (vagyis végrehajtó) idegek, a környezetből a központi idegrendszerbe jeleket hozó axonokból álló afferens (vagyis érző) és a környéki idegrendszerben a leggyakoribb kevert, vagyis mindkét rosttípus keverékét és többnyire még autonóm idegrostokat is tartalmazó idegek.
A tudat és intelligencia, ezen belül például az érzékelés, megismerés, figyelem, memória és érzelmek központja az agyban van. Szintén az agy (főleg annak kisagyi része) felelős az álló testhelyzet valamint a mozgás vezérléséért. Lehetővé teszi a kognitív, a motoros és egyéb tanulási formákat. Számos feladatot automatikusan, tudatos közreműködés nélkül is képes ellátni, mint például az érzékszervek ingereinek szűrése, a járás és más mozgásformák vezérlése vagy a homeosztázis biztosítása (pl. vérnyomás, testhőmérséklet, testnedvek összetételének és kémhatásának állandósága). Ez utóbbi funkciókban a hipotalamusznak valamint az agytörzsi vazomotor és légző központoknak van döntő szerepe.

A nagyagykéreg lebenyei és a kisagy

Egyes feladatokat a gerincvelővel együttműködve végez az agy. Néhány viselkedést, mint például az egyszerű reflexeket és egyszerűbb mozgásokat a gerincvelő egyedül is képes kontrollálni.
Az agy az ébrenlét és az alvás egyes fázisai között oszcillál. Ezek az állapotátmenetek elengedhetetlenek az agy megfelelő működéséhez. Feltételezik, hogy az alvás lényeges a tudás rögzülésében: amikor a neuronok látszólag véletlenül kisütik a legutóbb használt ideg-útvonalakat a mély alvás során, hogy a nap során kapott stimulusokat rendszerezzék. Az alvásmegvonás mentális zavarokhoz hasonló tüneteket, például hallucinációt – extrém esetben akár halált is okozhat. Az agy egyes állapotait az ahhoz tartozó agyhullámok jellemzik.
Az agyat alkotó sejtek közül a neuronok az információkat feldolgozni képes, elektromosan aktív agysejtek, míg a gliasejteknek támogató szerepük van. Elektromos aktivitásuk mellett a neuronok neurotranszmittereket is kiválasztanak.
A neuronok a bemenő jelek függvényében képesek bizonyos tulajdonságaik megváltoztatására, ami a tanulás és adaptáció alapja.
Az aggyal foglalkozó tudományág neve neurológia. A biológiának ez az ága molekuláris szinttől a pszichológiáig bezárólag foglalkozik az agy folyamataival. A pszichológiának azt az ágát, ami az agy anatómiájával és élettanával foglalkozik, biológiai pszichológiának nevezik. Ez a terület az agyat részenként vizsgálja, és hogy az egyes részek hogyan befolyásolják a viselkedést.

## Történet
Kezdetben úgy vélték, az agy nem szolgál más célt, mint a koponya kipárnázását. Az ókori Egyiptomban a késői középbirodalomtól kezdve az agyat a mumifikálást megelőzően el is távolították, mivel a szívet tartották a tudat központjának. A későbbi ötezer év során ez a nézet tévesnek bizonyult[forrás?], bár nyomai számos szófordulatban megmaradtak.

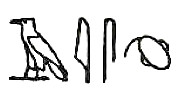
Az „agy” szó hieroglifája (i. e. 1700) körülről

Az i. e. 17. században írt Edwin Smith-féle sebészeti papirusz az első írásos emlék, amiben az agyra hivatkoznak. A szó nyolcszor fordul elő szövegben, amely két koponyasérült személy tüneteit, diagnózisát és kórjóslatát tartalmazza.
Az i. e. 1. évezred második felében az ókori Görögországban eltérő nézeteket vallották az agy szerepéről. Az i. e. 6-5. században élt püthagoreus Krotóni Alkmaión volt az első, aki az agyat tekintette az elme székhelyének. A Kr. e. 4. században Hippokratész is úgy tartotta, hogy az intelligencia központja az agyban van (többek között éppen Alkmaión munkássága alapján). Az I. e. 4. században Arisztotelész úgy vélekedett, hogy a szív hordozza az intelligenciát, az agy feladata pedig csupán a vér hűtése. Okfejtése szerint az emberek többek között azért racionálisabb lények az állatoknál, mert nagyobb agyuk jobban lehűti vérüket.
A hellenisztikus kor során Herophilosz (I. e. 335 körül vagy I. e. 330-280 – I. e. 250) és a khioszi Eraszisztratosz tett alapvető felfedezéseket nem csak az agy és az idegrendszer anatómiájával és fiziológiájával kapcsolatban, de az élettan szinte minden területén. Munkájuk nagy része elveszett, csak másodlagos forrásokból tudunk róluk. Eredményeiket haláluk után két évezreddel kellett újra felfedezni.
A Római Birodalom idején élő görög orvos, Galénosz boncolást végzett juhok, majmok, kutyák, sertések és más emlősök agyán. Következtetése szerint, mivel a kisagy sűrűbb az agynál, ez irányítja az izmokat, míg a nagyagykéreg lágyabb, ezért az érzékeket ez dolgozza fel. Galénosz elmélete szerint az agyat a kamráiban található folyadék mozgása működteti.

## Agy és elme viszonya
Az ókorban az elmét nagyrészt az élet princípiumaként kezelték Egyiptomban, Görögországban, Rómában. René Descartes állította először filozófiailag reflektáltan test és a lélek abszolút különbözőségét. Szerinte míg a testek időbeliek és térbeliek, vonatkoznak rájuk a fizikai törvények, megismerésük pedig korribilis és fallibilis, addig az elme időbeli, de nem térbeli, nem vonatkoznak rá a fizikai törvények, megismerésük pedig tévedhetetlen; ráadásul az elme saját létezésében nem, a test létezésében pedig képes kételkedni. Ezekből vonja le a következtetést, hogy test és elme (lélek) reálisan különböznek. Ezt a nézetet hívjuk szubsztanciadualizmusnak, illetve karteziánus dualizmusnak.
Az elmefilozófia gyakran nem tesz különbséget elme és agy között, a kettő kapcsolata pedig vitatott kérdés, ami a test-lélek problémában (binding problem) jelenik meg. Az agy a koponyában található fizikai-biológiai jelenség, ami elektrokémiai-neuronális folyamatokért felelős. Az elmét azonban olyan mentális attribútumokkal ruházzuk fel, mint hitek, vágyak. Sokan ragaszkodnak a metafizikus dualista megközelítéshez, amelyben az elme valamiképpen az agytól függetlenül működik, például mint lélek, epifenomén vagy emergens jelenség. Más dualista elképzelések szerint az elme létező fizikai jelenség, például egy elektromágneses mező vagy valamiféle kvantumhatás. Egyes materialista elképzelések szerint az elme maga a viselkedés – a logikai behaviorizmus szerint a mentális állapotokat tartalmazó mondatokat le lehet fordítani jelentésüket tekintve hipotetikus fizikai jelenségeket tartalmazó mondatokká. (pl. „Sört AKAROK inni.” = „HA kocsmában volnék, vennék és innék egy sört.”). Szintén materialista elgondolás a funkcionalizmus: minden mentális állapotunk azonos az oksági szerepével, ezek az inputok, míg cselekedeteink az outputok és a komputácionizmus: az elme szoftver, az agy játssza a hardver szerepét. A (szubjektív) idealizmus szerint az elme minden, az anyag megnyilvánulásai csupán ennek terméke. A másik véglet, az eliminativizmus szerint nem léteznek mentális jelenségek. Amikor egymásnak hiteket, vágyakat tulajdonítunk, csak úgy viselkedünk, mint a fizikusok, amikor flogisztonnal magyarázták az égést, a mentálissal magyarázó elméletek és beszédmódok a tudomány fejlődésével pedig majd elavulttá válnak, és ugyanúgy kimennek a divatból, mint a flogiszton-terminológia.

### Buddhizmus, lélekvándorlás
A karma kagyü iskola szerint az elme hozza létre a testet és a beszédet. Elménk nélkül sem testünk, sem beszédünk nem létezne, ezért az elme a legfontosabb e három közül. Mindazt, amit teszünk vagy mondunk, megelőzi egy gondolat, egy szándék. Ha például leülünk, előtte arra gondolunk, hogy le kéne ülni, fáradtak vagyunk stb. Valamiféle gondolat minden cselekedetet vagy közlést megelőz. Az elme a lét és a nemlét fogalmain túl van.

## Összehasonlító anatómia

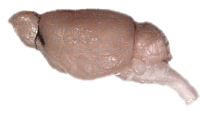
Egéragy

Az idegrendszer törzsfejlődése a központosodás irányába mutat, az emlősöknek, ezen belül az embernek van a legfejlettebb, legközpontosultabb idegrendszere jelenleg. Kizárólag a gerinces állatok idegrendszere elég bonyolult ahhoz, hogy valódi agyról beszéljünk esetükben. A többsejtű gerinctelen állatoknak lehet diffúz idegrendszere (pl. csalánozók vagy tüskésbőrűek), különböző mértékben központosult dúcidegrendszere (pl. laposférgek, puhatestűek, ízeltlábúak), vagy az idegrendszer teljesen hiányozhat is, például a szivacsoknál.
Az állatok három csoportjának van figyelemre méltóan fejlett idegrendszere: az ízeltlábúaknak, a fejlábúaknak és a gerinceseknek Az ízeltlábúak és a puhatestű fejlábúak „agya” az állat egész testén végighúzódó hasdúclánc feji részéből alakult ki. Az ízeltlábúak agydúca három fő részből áll, szemeik mögött kiszélesedő „látólebenyekkel” (lobus opticus).
A gerincesek agya egyetlen, hátoldali (dorzális) helyzetű velőcső elülső (anterior) szakaszából alakult ki. A velőcső többi része később gerincvelővé fejlődött. A gerincesek agyát a koponya csontjai védelmezik.
Az emlősöknek hatrétegű neocortexe (isocortex, neopallium) van, az agy ősibb allocortex részei mellett. Jellemzően a fejlettebb agyú emlősöknek tekervényezettebb agyuk van. Ez a redőzöttség nagyobb felszínt biztosít több neuron számára, mégis elég alacsonyan tartja az agytérfogatot ahhoz, hogy a koponyában elférjen. A tekervények neve gyrus, a tekervények közötti üres terület pedig a barázda (sulcus).
Madarakban a neocortexnek funkcionálisan az agy más részéből kifejlődött nidopallium (korábban: neostratium) feleltethető meg. Egyes madarak (pl. a papagájok és varjak) az emberfélék intelligenciaszintjét is elérik, de az emlősök neocortexét alkotó agyrégió ezekben a madarakban is jóformán teljesen hiányzik.
Bár szövettanilag az egyes fajok agya eléggé hasonló, a strukturális anatómia szintjén különbözhetnek, tehát adott feladatot ellátó struktúrákat más-más helyen találhatunk meg.

### Ízeltlábúak
Az ízeltlábúak idegrendszere központosuló hasdúclánc típusú, középponti részét a szelvényes szerkezetű garatideggyűrű és a hasdúclánc alkotja. A fej első három szelvényének dúcpárjai összeolvadva alkotják az agydúcot (ganglion supraesophageale vagy cerebrale), az ezután következő 4-5-6. szelvény dúcpárjai a garatalatti dúcot (ganglion suboesophageale). Az agydúc, a garat körüli connectivumok és a garatalatti dúc együtt a garatideggyűrűt alkotják.
Az ízeltlábú „agy” négy része: a látólebenyek, a protocerebrum, a deutocerebrum és a tritocerebrum. A látólebenyek a szem mögött helyezkednek el és a vizuális ingereket dolgozzák fel. A protocerebrum tartalmazza a gomba alakú testeket  (corpora pedunculata), amik a szagokkal és a középső testtájjal foglalkoznak. Egyes fajokban, például a méhekben a gombatestekbe is eljut a látás idegútvonaláról érkező információ. A deutocerebrumhoz tartoznak az emlősök szaglóhagymájához hasonló képletek, a mechano- és kemoreceptorokból érkező ingerek feldolgozása, továbbítása is itt történik. A legyekben és a lepkékben ezek a képletek meglehetősen komplexek.

### Fejlábúak
A puhatestűekhez tartozó fejlábúak a gerinctelen állatok legfejlettebb és legnagyobb tömegű idegrendszerével rendelkeznek.
„Agyuk” két régióra oszlik, garat fölötti és alatti részre, amiket a garat mindkét oldalán a bazális lebenyek és dorzális nagysejtes lebenyek kötnek össze. A nagy látólebenyeket néha nem tekintik az agy részének, mivel anatómiailag elkülönülnek, és csak a szemnyél köti össze őket az aggyal. Másrészről a látólebenyekben jelentős vizuális jelfeldolgozás zajlik, ezért funkcionálisan mindenképp az agy részeinek tekinthetők. A fejlábúak óriási idegrostjai a neurofiziológusok kedvelt vizsgálódási területe; a mielinizáció hiánya miatt az idegrostok átmérője nagy, ami megkönnyíti a tanulmányozásukat.

### Emlősök és más gerinces állatok
A nagyagy (telencephalon vagy cerebrum) az emlősagy legnagyobb kiterjedésű régiója. Ez a legfeltűnőbb struktúra az agyban, és ez az a rész, amire az emberek többsége gondol az „agy” szó hallatán. Az emberek és számos más állat agyának a barázdák (sulci) és tekervények (gyri) redőzött külsőt kölcsönöznek. A nagyaggyal nem rendelkező gerinces állatokban a középagy (mesencephalon) az agy legmagasabb szintű központja. Mivel az emberek két lábon járnak, agyukban van egy meghajlás az agytörzs és a nagyagy között. Más gerinceseknél ez nem jelentkezik. A nagyagy mögött (vagy, az emberek esetében, alatta) található a kisagy (cerebellum), a mozgás fő szabályozó központja. Az izomtónus szabályozásában, az izommozgások összerendezésében és a motoros ügyesség tanulásában van szerepe. A kisagyat vastag fehérállomány-kötegek kötik össze a híddal (pons), ezeket kisagyi kocsányoknak vagy kisagykaroknak (pedunculi cerebelli vagy crura cerebelli ad medullam) nevezik. A három-három kisagykar a gerincvelő fehérállományának oldalsó kötegében futó felszálló érzőpályák információit vezeti a kisagyhoz, a kisagyból származókat pedig továbbítja a mesencephalonba.
A nagyagy és a kisagy is két agyféltekére oszlik. A nagyagyféltekéket vastag idegrostköteg, a kérgestest (corpus callosum) köti össze. A szaglóhagyma (bulbus olfactorius) a nagyagy kinövése, több állatfajban nagy kiterjedésű, az emberben és más főemlősökben azonban viszonylag kicsi.
A gerincesek idegrendszerére jellemző a kétoldalian szimmetrikus enkefalizáció. Az enkefalizáció azt a tendenciát jelenti, hogy a komplexebb szervezeteknek az evolúció során megnő az agytérfogata. A megnőtt agyban kifejlődik egy komplex, rétegelt és sűrűn összekötött ideghálózat. A korai gerincesekhez legközelebb álló jelenkori fajokban az agyat háromrétegű szürkeállomány (allocortex) borítja. Náluk is megjelennek a mély agyi magvak és a fehérállományt alkotó idegrostok. Az emberi nagyagyat többségében hat rétegből álló szürkeállomány (neocortex) borítja.

#### A gerinces agy régiói
(Lásd még az Emberi idegrendszer, az Emberi agy, a Gerincvelő, és a A központi idegrendszer egyedfejlődése szócikket)

Gerinces embrionális agyának sematikus ábrája

A törzsfejlődés az egyedfejlődés és során a gerinchúrosok és a gerincesek központi idegrendszere három fő régióra (előagy, középagy, utóagy) osztható, amik később összesen öt résszé fejlődnek:

### A központi idegrendszer(Systema nervosum centrale)tagozódása
- Agy - (Encephalon) részei:
  - Előagy - (Prosencephalon)
    - Nagyagy - (Telencephalon; Cerebrum)
    - Köztiagy (Diencephalon)

  - Középagy - (Mesecephalon)
  - Rombuszagy - (Rhombencephalon)
    - Nyúltvelő (Medulla oblongata)
    - Híd (Pons)
    - Kisagy (Cerebellum)

  - Gerincvelő - (Medulla spinalis); Szakaszai: nyaki (cervicalis), mellkasi (thoracalis), ágyéki (lumbalis), keresztcsonti (sacralis), farkcsonti (coccygealis).

Az agy részeit funkcionalitás szerint is lehet csoportosítani:
- limbikus rendszer
- érzőrendszer
  - látás
  - szaglás
  - ízérzés
  - hallás
  - szomatoszenzoros rendszer
- motoros rendszer
- asszociatív területek

Az elmúlt években felismerték, hogy egyes madarak magas intelligenciaszintre tettek szert, az emlősökhöz képest konvergens evolúció útján. A madarak agyának funkcionális területeinek elnevezését az (Avian Brain Nomenclature Consortium) végzi.

#### Emberi agy

Animáció az emberi agyról, a lebenyek kiemelve

Az emberi agy szerkezete jelentősen eltér a többi állat agyától, ami a fejlett felfogóképességnek és más az állatokén túlmutató képességeknek is az alapja. Az emberi enkefalizáció leginkább a neocortexben jelentkezik, ez a nagyagy legfejlettebb területe. Az emberi agyban arányaiban az összes többi emlősénél (de tkp. minden állaténál) nagyobb helyet foglal el a neocortex – különösen annak prefrontális kéreg-része.
Bár az ember agyi teljesítőképessége egyedülálló, agyszerkezetének nagy része hasonló a többi emlőséhez. Az alapvető rendszerek, amik az idegrendszert riasztják inger esetén, a környezet eseményeit érzékelik vagy a test állapotát monitorozzák, még a nem-emlős gerinces állatokéhoz is hasonlítanak.

## Neurobiológia
Az agyat két fő sejtosztály alkotja, a neuronok és a gliasejtek, mindkettőből több sejttípus létezik, amik más-más feladatokat látnak el. Az egymással összekapcsolt neuronok neuronális hálózatokat (és neuronális együtteseket- „neural ensemble”) alkotnak. Egy tipikus neuron ezernél is több másik neuronnal állhat összeköttetésben. Ezekből a neuronális hálózatokból állnak össze az érzékelés, a különböző cselekvési formák, a magasabb kognitív funkciók/ megértés alapját képező rendszerek.

### Hisztológia
Az idegsejtek (neuronok) a sejttestből perikaryon és a belőle kiinduló nyúlványokból állnak, ez utóbbiak lehetnek axonok / tengelyfonal (neurit) vagy dendritek/ ág-bogasak.
A kép egy neuron szerkezeti ábrája. Megjegyzendő, hogy a neuron (átlagosan kb. 1 mikrométer átmérőjű) axonját takaró mielin szigetelő hüvely folytonosságát egyenlő távolságban apró, kb. 1 mikrométer szélességű hézag, az ún. Ranvier befűződés megszakítja. Ez a hézag meggyorsítja az elektromos jelzés sebességét ami ugyanis nem az axonok belsejében, hanem azok felületén, egyik befűződésről a mellette levőre ugrik (szaltáció) angolul (en:saltation) néven ismert ugrásszerű (szaltatórikus) vezetéssel halad.
Megjegyzendő még az is, hogy az itteni ábrán mutatott glia sejtek egyike, a Schwann-sejt a periferális idegrendszer nyúlványainak velőhüvelyes izolálására/ szigetelésére szolgál. Ezt a feladatot a központi idegrendszer neuronjai esetében oligodendrociták nyúlványai végzik.
A neuronok sejtmembránja képes az ingerület vezetésére, ami az idegsejtek között létrejött kémiai szinapszison át tud másik idegsejtre továbbterjedni. Ez a központi idegrendszer információfeldolgozásának alapja.
A neuronok mellett, kb. 10:1-es túlsúlyt alkotva (a különböző forrásokból származó adatok eltérnek!) az agy különböző fajtájú gliasejteket is tartalmaz. A gliasejtek (glia görögül enyvet jelent) támogató rendszert alkotnak a neuronok számára. Feladataik közé tartozik a neuronok nyúlványainak velőshüvellyel való szigetelése, az ideghálózat szerkezetének, az ún. „citoarchitektúrának” a kialakítása, a neuronok táplálása, az elpusztult idegsejtek, törmelékek eltávolítása. Az agyban található gliasejttípusok általában az egész idegrendszerben előfordulnak. Kivételt képeznek ez alól az axonokat mielinizáló oligodendrociták (ezt a perifériás idegrendszerben a Schwann-sejtek végzik). Az oligodendrociták mielinje szigeteli a központi idegrendszer velőhüvelyes rostjait.
Az agy fehérállományát a mielinizált neuronok és gliasejtek alkotják, a szürkeállományt pedig nagyrészt a sejttestek, dendritek, az axonok szigetelés nélküli részei és a gliasejtek. A neuronok közötti térrészt dendritek és az axonok szigeteletlen részei töltik ki; ezt a területet neuropilnek nevezik.
Az emlősök agyát az agyburkok vagy agyhártyák (meninx, meninges) veszik körül, ezek kötőszövetből álló, hármas tagozódású hártyarendszert alkotnak, ami az agyat burkolja a koponyán belül. Rétegei (kívülről befelé haladva): a kemény agyburok (dura mater), a pókhálóhártya (arachnoidea) és az érhordó hártya vagy belső, lágy agyburok (pia mater). A pókhálóhártyát és a lágy agyburkot szoros kapcsolatuk miatt gyakran együtt tekintik a lágy agyburok (leptomeninx) két lemezének (ezt a terminológiát használva a kemény agyburok neve: pachymeninx).
A leptomeninx lemezei között a pókhálóhártya alatti tér (cavum subarachnoidale) található, melyben az az agyat védő és tápláló központi idegrendszeri folyadék (liquor cerebrospinalis) kering. Ennek fontos szerepe van az agy anyagcseréjében és rázkódástól való védelmében. Az agy sűrűsége és tömege miatt (pl. az emberi agy tömege 1–1,5 kilogramm) ha nem lenne folyadékban felfüggesztve, összeesne a saját súlya alatt. A pókhálóhártya alatti tér a gerincvelő subarachnoidealis üregével és az agy kamrarendszerével közlekedik. Ebben a pia mater feletti, perivaszkuláris térben lépnek be az erek a központi idegrendszerbe. Az itt található erek falait bélelő endotélsejtek az agyban a szokásosnál szorosabban illeszkednek egymáshoz (ún. tight junction), és a vérben oldott anyagok közül kevesebbet engednek át, mint más szövetek esetében. Ezt az ún. vér-agy gátat a kapillárisokat körülvevő gliasejtek is erősítik.

### Agyfunkciók
A gerincesek agyába ingerek érkeznek az érzőidegeken keresztül az érzékszervekből – az agy a látás, hallás, egyensúlyozás, ízlelés és szaglás fő érzékszervei közelségében helyezkedik el. Ezeket a jeleket a központi idegrendszer különböző részei feldolgozzák, majd választ adnak rájuk, reflexesen vagy tanult viselkedéssel. Hasonlóan kiterjedt ideghálózat indul ki az agyból, ami a test izmainak irányítását végzi. Anatómiailag, a legtöbb érző (afferens) és mozgató (efferens) ideg (az agyidegek kivételével) a gerincvelőhöz csatlakozik, innen jutnak tovább a jelek az agyba, illetve a gerincvelőn keresztül jutnak vissza.
A szenzoros bemenetet az agy feldolgozza, így lesz képes a veszély felismerésére, a táplálék megtalálására, a párválasztásra és egyéb bonyolult feladatokra. A gerincesek látó-, halló- és tapintó idegpályái először a talamusz meghatározott magcsoportjaiba kerülnek, majd az egyes érzékrendszerek specifikus agykérgi területeibe (látórendszer, hallórendszer, szomatoszenzoros rendszer). A szagló idegpályák a szaglóhagymában végződnek, majd a szaglórendszerben zajlik a további feldolgozás. Az ízlelő idegpályák információi az agytörzsből a szaglórendszerbe továbbítódnak.
A mozgás irányítására az agyban több, párhuzamos rendszer létezik. A motoros rendszer irányítja a szándékos izommozgásokat, a motoros kéreg, a kisagy és a törzsdúcok segítségével. A rendszer a gerincvelőn keresztül kapcsolódik a mozgató idegekhez. Az agytörzsben található magvak vezérelnek számos akaratlan izomtevékenységet, mint a légzés vagy a szívverés. Egyes automatikus mozgásokat (egyszerű reflexek, helyzetváltoztató mozgások) a gerincvelő önállóan is képes vezérelni.
Az agy hormonokat is termel, elsősorban a hipotalamusz amik a test más szerveire és mirigyeire hatnak; hasonlóan, az agy is reagál a test más részeiben felszabadult hormonokra. Az emlősökben az agyalapi mirigy szabályozza a szervezet legtöbb endokrin mirigyének működését, ezért a legfőbb irányító mirigynek is tekinthetjük.
A rendelkezésre álló bizonyítékok azt sugallják, hogy a fejlett agy tudatossága az agyban található számos rendszer közötti interakcióból/ kölcsönhatásból fejlődik ki. Az emlősök kognitív (megismerési) funkciói az agykéregbe összpontosulnak, de támaszkodnak a középagyra és a limbikus rendszerre is. Az evolúciós értelemben fiatalabb emlősökben a bonyolultabb funkciókat az agy rostralis helyzetű régiói végzik.
Az agy állapotát a hormonok, a bejövő érzékszervi információk és a benne zajló kognitív feldolgozás határozza meg. A külső vagy belső forrásból érkező ingerek az éberségi szint általános növekedését indíthatják meg az agyban (ún. arousal), ami az agykérgi műveleteket az új információra fókuszálja. A megismerési tevékenység ezen összpontosulását figyelemnek nevezzük. A figyelem prioritása állandóan változik számos faktor függvényében (pl. éhség, fáradtság, hit, ismeretlen információk, fenyegetés). A fenyegetések kezelésével kapcsolatos egyik választ, az üss vagy fuss reakciót az amigdala és más limbikus struktúrák közvetítik.

#### Neurotranszmitter-rendszerek
A különböző neurotranszmittereket termelő neuronok néha külön rendszereket alkotnak. Ezeknek az aktiválódása tömeges ingerületátvitelt (? „volume transmission”), az agy nagy területére kiterjedő hatást okoz.
A nagyobb neurotranszmitter-rendszerek a noradrenalin-rendszer (norepinefrin-), a dopaminrendszer, a szerotoninrendszer és a kolinergrendszer.
Az ilyen rendszerek neurotranszmittereit célzó drogok a teljes rendszerre hatnak, ami megmagyarázza számos pszichoaktív szer hatásmechanizmusát;
- A kokain a dopamin szinaptikus visszavételét gátolja, így az tovább marad a szinaptikus résben.
- A fluoxetin szelektív szerotoninvisszavétel-gátló (SSRI), így a természetesen kiválasztott szerotonin hatását elnyújtja.
- Az AMPT akadályozza a tirozin átalakítását L-DOPA-vá, ami a dopamin előanyaga; a reszerpin(en) akadályozza a dopamin tárolódását a vezikulumokban; a deprenil gátolja a monoamin-oxidáz-B(en) (MAO-B)-t és így növeli a dopaminszintet.

Vannak betegségek, melyek egy-egy neurotranszmitter-rendszerre hatnak. Például a Parkinson-kór legalább részben kapcsolatba hozható a törzsdúci rendszer dopaminerg sejtjeinek (pl. a sötét állomány (substantia nigra), „fekete mag”) működési zavaraival. Tesztelnek a dopaminprekurzorok hatását elősegítő gyógymódokat, eddig kevés sikerrel (lásd még: ATC N04 – A Parkinson-kór gyógyszerei).
A főbb neurotranszmitter-rendszerek rövid összehasonlítása:
| Rendszer                                      | Eredete | Hatásai |
| --------------------------------------------- | --- | --- |
| Noradrenalin-rendszer                         | locus coeruleus                                                                                                  | - arousal - jutalmazási rendszer                                                                                                   |
| Noradrenalin-rendszer                         | Oldalsó tegmentális mező                                                                                         | - arousal - jutalmazási rendszer                                                                                                   |
| Dopaminrendszer                               | dopamin pályák: - mezokortikális pálya - mezolimbikus pálya - nigrostriátális pálya - tuberoinfundibuláris pálya | motoros rendszer, jutalmazási rendszer, kogníció, endokrin rendszer, émelygés                                                      |
| Szerotoninrendszer                            | kaudális-dorzális raphe-magvak                                                                                   | növeli az introvertáltságot és a jóllakottságérzetet, a testhőmérsékletet, kedélyjavító, alvásjavító; csökkenti a fájdalomérzetet. |
| Szerotoninrendszer                            | rosztrális-dorzális raphe-magvak                                                                                 | növeli az introvertáltságot és a jóllakottságérzetet, a testhőmérsékletet, kedélyjavító, alvásjavító; csökkenti a fájdalomérzetet. |
| Ingerületáttevő rendszerek\|Kolinerg rendszer | pontomesencephalotegmental complex                                                                               | - tanulás - rövid távú memória - arousal - jutalmazási rendszer                                                                    |
| Ingerületáttevő rendszerek\|Kolinerg rendszer | Meynert-mag | - tanulás - rövid távú memória - arousal - jutalmazási rendszer                                                                    |
| Ingerületáttevő rendszerek\|Kolinerg rendszer | mediális szeptális magvak                                                                                        | - tanulás - rövid távú memória - arousal - jutalmazási rendszer                                                                    |

#### Patológia
Orvosilag a halál beálltát általában az EEG-vel mért agyi aktivitás hiányával határozzák meg.
Az agy sérülései általában nagy kiterjedésűek, gyakran az intelligencia csökkenésével, memória- és mozgászavarokkal járnak. A munkahelyi és autóbalesetek okozta fejsérülések a fiatalok és középkorúak körében a vezető halálozási okok közé tartoznak. Sokszor a másodlagosan létrejövő vizenyő ödéma több kárt okoz, mint maga az ütközés. Az agyi érkatasztrófa (stroke) az agyi eredetű halálok másik fő okozója.
Más agyi problémákat inkább betegségeknek, mint sérüléseknek tekinthetünk. A neurodegeneratív betegségeket, mint az Alzheimer-kór, a Parkinson-kór, a motoros neuron betegség (motoros idegsejtek sorvadásos betegsége) és a Huntington-kór az egyes neuronok elpusztulása okozza, ami a mozgás, az emlékezet és a megértés zavaraihoz vezet. Jelenleg ezeknek a betegségeknek csak tüneti kezelése ismeretes.
A mentális zavarok, mint a depresszió, a szkizofrénia, a bipoláris zavar vagy a poszttraumás stressz a személyiség befolyásolása mellett más mentális és testi funkciókra is hatással vannak. Ezeket a zavarokat pszichoterápiával, gyógyszerezéssel vagy ezek kombinációjával kezelhetik, a kezelés sikeressége nagyban függ az egyéni variációktól/ sajátosságoktól.
Vírusok és baktériumok is megfertőzhetik az agyat. Az agyhártyák fertőzése a meningitis. A szivacsos agyvelősorvadás (szarvasmarháknál alkalmazott nevén) kergemarhakór) prion-eredetű halálos neurodegeneratív betegség, hasonlóan a kuruhoz. Mindkettő az idegszövet fogyasztásához köthető, ami megmagyarázhatja, miért tartózkodnak egyes fajok a kannibalizmustól.
Legalábbis részben vírusos, bakteriális vagy autoimmun eredetet feltételeznek a sclerosis multiplexnél és a Parkinson-kórnál, a vírusos és bakteriális eredetet bizonyítottnak tekintik az encephalomyelitisnél és az enkefalopátia több fajtájánál is.
Több agyi elváltozás örökletes. A Tay–Sachs-szindróma, a törékeny X-szindróma és a Down-kór genetikai eredetű betegségek, amelyek gén- illetve kromoszómarendellenességek okoznak. Az agy embrionális fejlődésének hibáit okozhatja a genetikai tényezők mellett droghasználat, alkoholizmus a nem megfelelő táplálkozás vagy az anya a terhesség alatti betegsége.
Egyes agyi elváltozásokat agysebészek, másokat neurológusok és pszichiáterek orvosolhatnak.

## Agykutatás

### Területei
Az idegtudomány célja az idegrendszer megértése biológiai és elméleti idegtudományi (computational neuroscience) perspektívából. A pszichológia a viselkedést és az agyat vizsgálja. A neurológia és pszichiátria kifejezéseket általában az idegtudomány és pszichológia orvosi alkalmazásaiban használják. A kognitív tudomány vagy megismeréstudomány az idegtudományt és pszichológiát próbálja összeházasítani más, az agyhoz is köthető tudományágakkal, mint a számítástechnika (pl. mesterségesintelligencia-kutatás) és filozófia.

### Vizsgálati módszerei
Minden vizsgálati módszernek megvannak az előnyei és hátrányai.

#### Elektrofiziológia
Az elektrofiziológia az egyes neuronok vagy neuroncsoportok elektromos aktivitását vizsgálja.

#### EEG
A skalpra, illetve különleges esetben szubdurálisan az agykéreg felszínére helyezett elektródák segítségével mérhető az agykéreg összegzett elektromos aktivitása. Ezt a technikát elektro-enkefalográfiának EEG-nek nevezik. Az EEG a nagyagykéreg áramainak változásait észleli (pontosabban feszültség-különbségeket mér), de csak a nagyobb területekre kiterjedőket. Másik hiányossága, hogy a kéreg alatti elektromos aktivitásról sem képes hírt adni. Időbeli felbontása akár milliszekundumos is lehet.

#### MEG
Míg az EEG az elektromos, az MEG közvetlenül a koponya körüli, nagyon gyenge mágneses mezőt méri meg. Az EEG-vel egyszerre is használható. A módszer időbeli felbontása az EEG-éhez hasonló, térbeli felbontása sokkal jobb annál, de nem éri el az fMRI-ét. Az fMRI-vel szembeni előnye viszont, hogy közvetlenül a neuronok aktivitását méri.

#### fMRI és PET

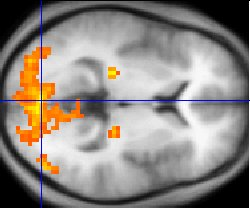
Az emberi agy funkcionális mágnesesrezonancia-vizsgálata (fMRI)

A funkcionális mágneses rezonancia-vizsgálat (fMRI) az agy véráramának és a vér oxigénellátottságának változásait (azaz a hemodinamikai/véráramlástani változásokat) méri noninvazív módszerrel, nem közvetlenül a neuronaktivitást. Azt sem lehet eldönteni, hogy a neuronok aktivitása serkentő vagy gátló természetű. A vér hemoglobinjának mások a mágneses tulajdonságai, ha oxigén kötődik hozzá, ezért képes az fMRI a vér oxigénszintjének változásait mérni. Az agy egyes részein lévő kapillárisok véráramának változásáról úgy tartják, különféle neurontevékenységeket jelezhetnek (a neurotranszmitterek szinaptikus visszavételének – szinaptikus reuptake – anyagcseréjét).
Hasonlóan, a radioaktív izotóp bejuttatásával működő PET (pozitron-emissziós tomográfia) az agy glükóz- és oxigén-anyagcseréjét vizsgálja, valamint – neuroreceptor-specifikus nyomjelző izotóp használatával – a neurotranszmitter-aktivitást az agy különböző régióiban, ami korrelál az adott régió aktivitásának mértékével.

#### Viselkedés-alapú vizsgálat
A viselkedés vizsgálatával adatokat nyerhetünk a betegségek tüneteiről és a mentális teljesítőképességről, de az agyfunkciókról csak indirekt módon szolgáltat információt, és bizonyos állatok vizsgálatánál nem is mindig praktikus. Embereknél azonban egy neurológiai teszttel meg lehet határozni a trauma, lézió vagy tumor helyét az agyban, az agytörzsben vagy a gerincvelőben.

#### Anatómiai vizsgálat
A boncolás során tanulmányozható az agy felépítése és a fehérjekifejeződési mintázatok, de ez természetszerűleg csak az ember vagy állat halála után lehetséges. Az MRI-vizsgálat alkalmas az élő agy vizsgálatára, és széles körben használják is a kutatásban és a gyógyításban.

### Egyéb
A számítógép-tudománnyal foglalkozók mesterséges neurális hálózatokat hoztak létre az agy neuron-összeköttetéseinek mintájára. A mesterséges intelligencia-kutatás egyik területe az agy funkcionalitását próbálja lemásolni. A Cisco Systems már használ olyan hálózatot, ami követi bizonyos hírek/infók útját, fogadását.
A biológiai agyat utánozó algoritmusok készítése azért is nehézkes, mert az agy nem tekinthető egy statikus áramkörnek. Az agy egymással összekötött neuronok rendkívül sűrűn szőtt hálózata, és ezek a neuronok folyamatosan változtatják érzékenységüket és összekötöttségüket. Az újabb idegtudományi és mesterséges intelligencia-modellek az agyat a matematikai káoszelmélet és a dinamikai rendszerek elméletének segítségével próbálják modellezni. Napjainkban a kutatások fókuszában az emberihez mérhető mesterséges értelem és megismerés létrehozása áll.

#### Az agy mint táplálék

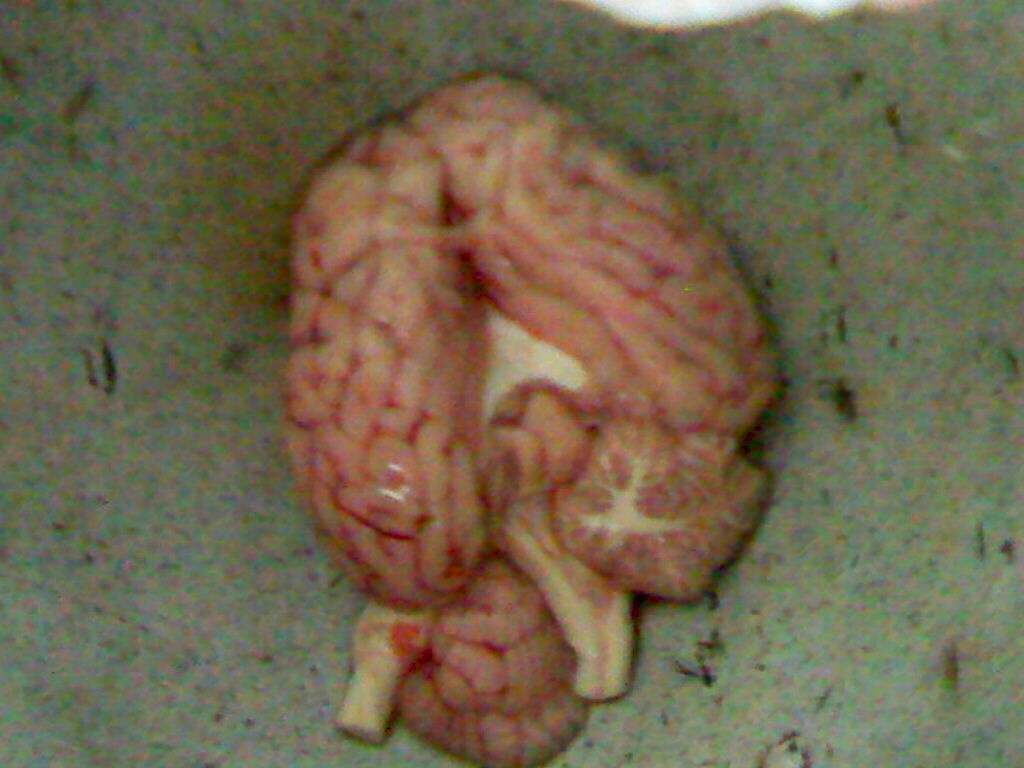
Főzésre előkészített kecskeagy

Ahogy a legtöbb belső szerv, az agy is hasznosítható táplálékként. Például az USA déli államaiban gravy-szószban úszó sertésagyvelőt árulnak konzerv kiszerelésben. Ezt gyakran rántottával szolgálják fel, ez a híres „Eggs n' Brains”. A francia konyhában szintén szerepet kap az állati agyvelő a tête de veau (borjúfej) formájában. Bár ez jelentheti csak a koponyán kívüli húsrészeket és az állkapcsot, az igazi tête de veau tartalmazza az agyat, a nyelvet és a mirigyeket. Hasonló ízletesség a mexikói tacos de sesos (szintén marhaagyból), illetve a déli államok főtt mókusagya (kb. pingponglabda méretű, ízre állítólag a májra hasonlít). A kameruni anyangok törzsében az új törzsfőnöknek kell elfogyasztania a frissen elejtett gorilla agyát, míg a törzs egy másik vénje kapja a szívet. Az Indonéziában élő Minangkabauk specialitása a marhaagy kókusztejes mártásban (ennek gulai otak a neve). A roston vagy zsírban sütött kecskeagyat Dél-Indiában és Észak-India egyes részein kedvelik.
Az állatok agyának és egyéb idegszöveteinek fogyasztása azonban egészségügyi kockázatokkal is jár. Először is, az agy zsírtartalma egyes tápanyagtáblázatok szerint 9%, népszerű közvélekedés szerint 60%, az axonokat szigetelő mielin (aminek önmagában 70% a zsírtartalma) és a gliasejtek miatt. Például egy 140 grammos sertésagykonzerv („pork brains in milk gravy”) 3500 mg koleszterint tartalmaz, ami a javasolt napi bevitel 1170%-a.
Az agyvelő fogyasztásától szivacsos agyvelősorvadást is lehet kapni, mint amilyen a Creutzfeldt–Jakob-szindróma és más prion-betegségek okozója is lehet emberben és állatban (szarvasmarháknál a kergemarhakór) egyaránt. A vadászok körében köztudott, hogy a vadállatok agyát tilos elfogyasztani a krónikus sorvadásos betegség veszélye miatt. Egy másik prionbetegségről, a kururól kimutatták, hogy a pápua új-guineai fore nép temetési szertartására vezethető vissza, ahol a közeli hozzátartozók esznek az elhunyt agyából (méghozzá nyersen), hogy halhatatlanságát elősegítsék. Egyes régészeti emlékek arra utalnak, hogy az európai neandervölgyi ember temetési rítusai szintén magukban foglalták az agy elfogyasztását.

## Energiafelhasználása

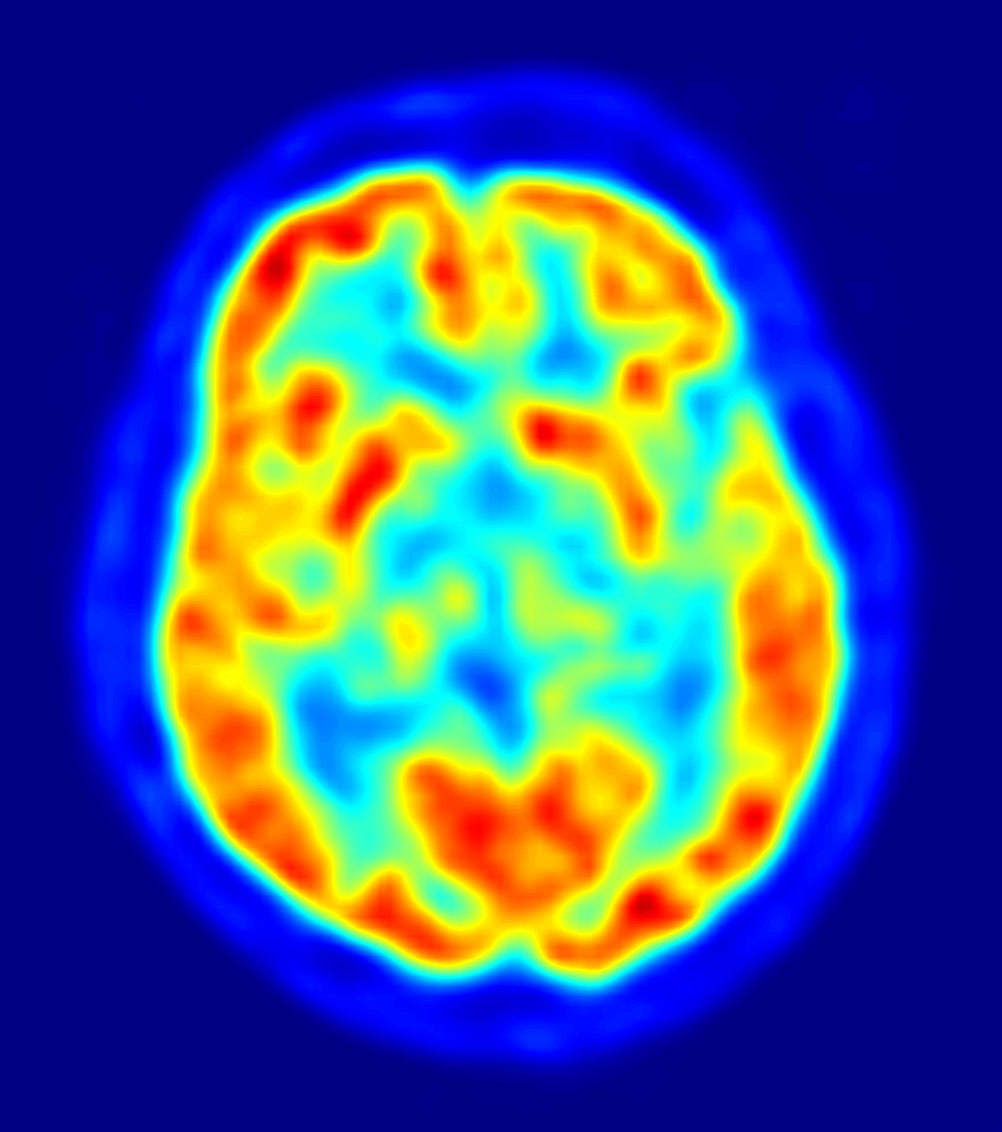
Pozitronemissziós tomográfia (PET) kép az emberi agy energiafelhasználásáról

Az agy neuronjainak rengeteg energiára van szüksége. Bár az agy a test tömegének csak 2%-a, a szív verőtérfogatának Központi idegrendszer vérellátása 15%-a, a test teljes oxigénfogyasztásának 20%-a, glükózfelhasználásának 25%-a esik rá. Az agynak a túléléshez percenként 0,1 kilokalóriára van szüksége, ez az érték akár 1,5 kcal/min értékre is megnőhet keresztrejtvény-fejtés közben. Ez a nagy energiaigény számos állatfajban korlátot támaszt az agy méretének. A szelindekdenevérek és a simaorrú denevérekhez tartozó Nyctalus nemhez tartozó fajok agyának mérete redukálódott az ősi alakhoz képest, mondhatni az evolúció során inkább a manőverezőképességbe invesztált a szárnyméret növelésével. Ellentétes fejlődési irányt vettek a repülőkutyafélék, amik nem üldözik zsákmányukat, és fejlettebb neurális struktúrára van szükségük.

## Fordítás
- Ez a szócikk részben vagy egészben  a   Brain című angol Wikipédia-szócikk ezen változatának fordításán alapul.  Az eredeti cikk szerkesztőit annak laptörténete sorolja fel. Ez a jelzés csupán a megfogalmazás eredetét és a szerzői jogokat jelzi, nem szolgál a cikkben szereplő információk forrásmegjelöléseként.